# 檀香山星广报
《檀香山星广报》（英語：Honolulu Star-Advertiser）是美国夏威夷州最大的日报，由原来的《檀香山广告商报》与《檀香山星公报》在2010年合并而成。目前《檀香山星广报》属于布莱克报业有限公司。

## 版式与运营
在合并之前，《檀香山广告商报》是以大报版式发行；而《檀香山星公报》则是采用小报版式发行。而在合并之后，《檀香山星广报》的版式采用了《檀香山广告商报》的大报版式；而版头则采用了《檀香山星公报》的版头，新版头中用替换了原版头的。
合并后，《檀香山星广报》的编辑部位于前《檀香山星公报》所在的酒店街（Restaurant Row）办公室；而报纸的印刷厂则是采用位于卡珀累的前《檀香山广告商报》的印刷厂。在这次合并中，约有453个岗位被裁撤，最后保留了474个工作岗位。
2011年，《夏威夷星广报》与夏威夷州当地新闻节目《夏威夷今日新闻》达成协议，将在调查报道、政治新闻研究及有关夏威夷州本地居民事宜投票等主题进行合作。